# پونه حاج‌محمدی
پونه حاجی محمدی یک هنرپیشه ایرانی ساکن بریتانیاست. وی از سال۱۹۹۵ میلادی تا کنون مشغول فعالیت می‌باشد.

## زندگی هنری
پونه حاجی محمدی بازیگری رو از سال ۱۳۷۶–۱۳۷۷ با کلاس‌های مهین اسکویی شروع کرد و بعد وارد دانشگاه سوره شد و موفق لیسانس بازیگری و فوق لیسانس کارگردانی تئاتر رو از دانشگاه هنر و معماری تهران دریافت کرد.
در سریال مزرعه کوچک نقش پونه، در سریال خانه‌ای در تاریکی ساخته سعید سلطانی نقش شیرین السلطنه را نقش آفرینی کرده‌ است و در فیلم‌های سینمایی نیمه پنهان ساخته تهمینه میلانی در نقش زهره رو در کنار نیکی کریمی و عروسک فرنگی در کنار خسرو شکیبایی بازی کرده‌ است. در تئاتر می‌توان به بازی وی در نمایش حسنک کجایی نوشته و کار حسن وارسته در کنار محسن تنابنده و افشین کتانچی اشاره کرد.
در مصاحبه‌ای که با بخش فارسی صدای آمریکا داشت در مورد پایان حضورش در سینمای ایران اشاره نمود هنگامی که وی با رئیس جشنواره فیلم نانت که در هتل لاله تهران حضور داشته دست داده‌ است و به همین خاطر به مدت یکسال ممنوع‌الکار شد.
وی هم‌اکنون ساکن کشور بریتانیا است و در این مدت مشغول نوشتن دو سناریو بنام‌های «تونل» و «عروس باکره» بوده و همچنین در یک سریال بنام en:The Bill همچنین در یک فیلم پرهزینه انگلیسی بنام «ماشین» Machine که آوریل ۲۰۱۳ برای اولین بار در جشنواره ترایبکا در نیویورک اکران عمومی شد بازی کرده است.

## در ایران
- عروسک فرنگی (۱۳۸۴ سینمایی) در نقش مریم
- نیمه پنهان (۱۳۸۰ سینمایی) در نقش زهره
- مجموعه تلویزیونی خانه‌ای در تاریکی (۱۳۸۲) در نقش شیرین السلطنه
- مزرعه کوچک در نقش پونه

## در بریتانیا
وی پس از مهاجرت به بریتانیا فعالیت هنری خویش را ادامه می‌دهد.
- en:The Bill
- ماشین در نقش سوری
- en:Words with Gods
- en:Don't Knock Twice (film) در نقش تیرا